# Francesc Casajuana Rifà
Francesc Casajuana Rifà (Sant Cugat del Vallès, 14 de juliol de 1952), és un exàrbitre de futbol català, actiu entre 1979 i 1993.
Va debutar a la primera divisió espanyola el 1983, i hi va romandre fins al 1993 (excepte el període 1986-89, que arbitrà a segona) i xiulà 55 partits. Posteriorment, va presidir el Comitè d'Àrbitres de la Federació Catalana de Futbol en el període 1993-2006. El 2013 fou nomenat membre de la Comissió d'Ètica Esportiva de la Federació Catalana de Futbol.
Ha col·laborat en l'edició del llibre Reglamento del fútbol actualizado y comentado (1995), escrit per Àlex Sans Torrelles.